# Культура Казахстану
Культура Казахстану — сукупність матеріальних та духовних цінностей, створених казахським народом, протягом його історії.

## Генезис
Казахстан має чітко сформовану культуру, яка базується на традиціях кочового скотарського господарства населення та ісламу, який встановився тут ще у 7-12 столітті. Баранина та багато інших традиційних продуктів зберігають символічне значення для казахської кухні. Значною мірою казахська культура формувалась під впливом тюркського кочового способу життя. Найбільшою відмінною рисою казахського народу є гостинність.

## Вплив української культури

Укріплення Раїм. Вигляд із верфі на Сирдар'ї. Робота Тараса Шевченка. Папір, акварель (20,5 × 29,8). Раїм. 19.06 — 25.07 1848.

Значними є взаємні впливи казахської і української культур. Найяскравішим прикладом є художня та літературна творчість Тараса Григоровича Шевченка. Особливо вразила Шевченка природа Казахстану і культура його населення, що відобразилось, насамперед, у його живописі. Традиційно, однією із найчисельніших є українська громада у Казахстані. Українці мешкають переважно на півночі Казахстану та у великих містах країни, де і відбувається обмін культурним досвідом обох народів.

## Архітектура

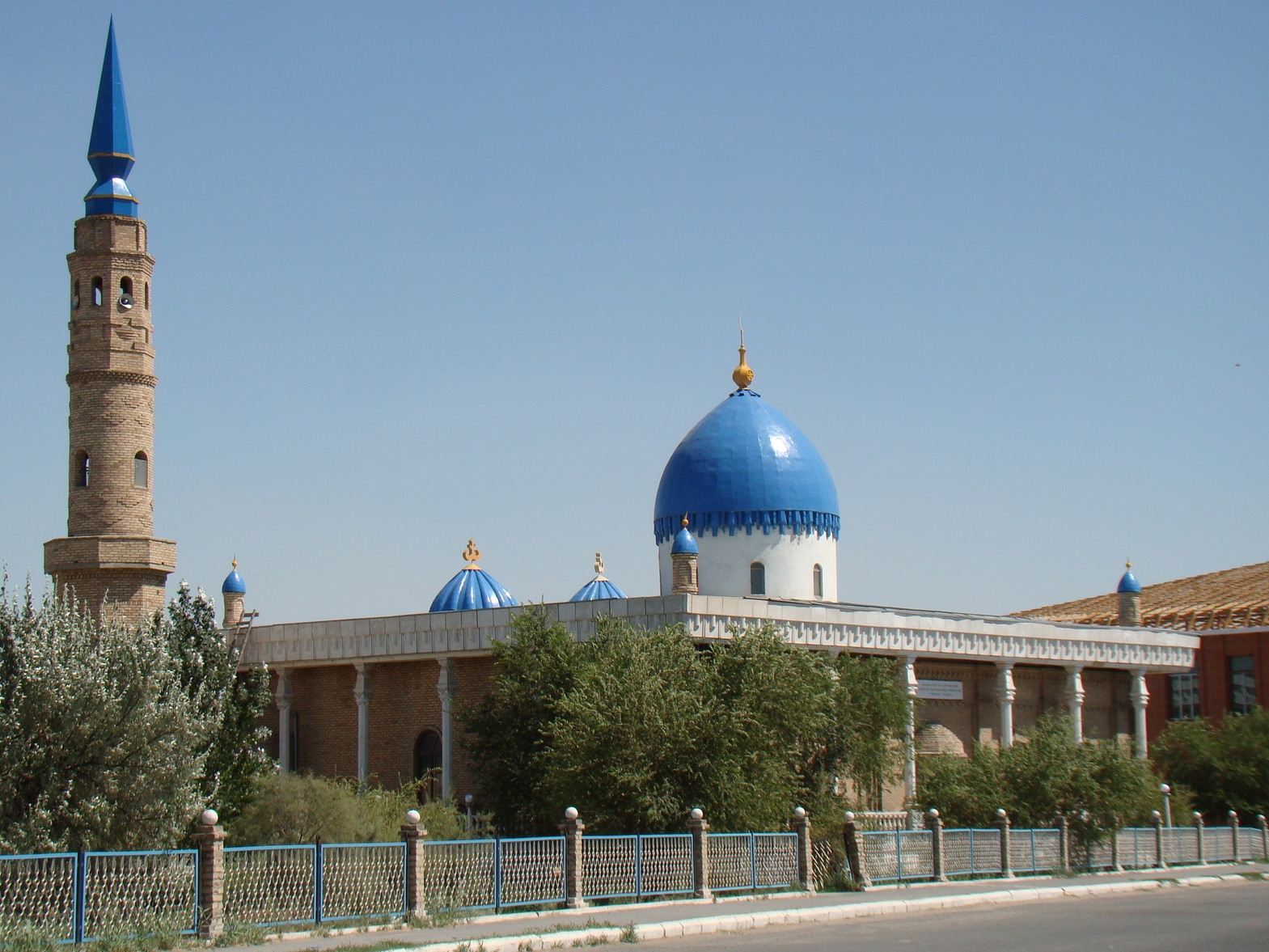
Мечеть Айтбая у Кизилорді

У ранньому середньовіччі культура народів Середньої Азії та Казахстану проявилася в будівельному мистецтві: використовувалися лесова глина, пахса та самани, розробилися різні види конструкцій та засоби архітектурного декору. Сакські племена залишили пам'ятники, а будівельники розробили напівсферичний купол на тромпах. У 9-10 століттях відбулися зміни в архітектурі, а в 11-12 століттях досягнуто розквіту. У 13-14 століттях зводилися мечеті, медресе та мавзолеї, з'явилися портальні споруди та кольорова плитка. Унікальною пам'яткою є мавзолей-мечеть Ходжа Ахмета Яссауї. В 15-18 століттях розвивалися міські поселення з укріпленою цитаделлю та водопровідною мережею. Культові та меморіальні пам'ятники поділяються на мавзолеї, огорожі та надгробки, а у народів Казахстану застосовується збірно-розбірна юрта.
У 19—20 століттях відбулися соціальні та науково-технічні зміни, що вплинули на архітектуру в Казахстані. Міста отримали нові будівлі та системи будівництва. У 1920-х роках столиця республіки переїхала до Алма-Ати, що привело до швидкого розвитку міста. У 1960-х роках було розроблено проекти для найбільших міст республіки. Регіоналізм розвивався функціональним та декоративним шляхами, але населенню не сподобався переважання функціональності. У 1970-х — на початку 1980-х років відбувалися експериментальні проекти з реконструкції та забудови Алма-Ати. Відрізняються вони високими художньо-естетичними достоїнствами. У новій столиці Казахстану, місті Астані, відбилися всі досягнення євроазійської архітектури. Генплан міста був розроблений на основі ескіз-ідей японського архітектора Кісе Куракави.